# Maidens (South Ayrshire)
Maidens est un village situé dans le South Ayrshire, en Écosse.